# Anthology 3
Anthology 3 es un álbum recopilatorio que cotiene material indedito, tomas descartadas y versiones alternativas de canciones conocidas de la banda de rock británico The Beatles, publicado el 28 de octubre de 1996, como parte de la serie The Beatles Anthology. El álbum incluye rarezas, interpretaciones en directo y tomas alternativas desarrolladas en las sesiones de grabación que van desde el Álbum Blanco hasta las últimas reuniones del grupo para los álbumes Let It Be y Abbey Road.
Una tercera demo de John Lennon, titulado "Now and Then", fue ampliado en el estudio por Paul McCartney, George Harrison y Ringo Starr en un intento por incluirla en Anthology 3, si bien sería finalmente descartada debido a un ruido de fondo que no podía ser eliminado con las técnicas de estudio. En su reemplazo, fue añadida "A Beginning" compuesta por George Martin.

## Lista de canciones
Todas las canciones escritas y compuestas por John Lennon—Paul McCartney, excepto donde esta anotado.
| Disc 1 | |                     |          |  |
| N.º    | Título | Vocalista principal | Duración |  |
| 1.     | «A Beginning» (George Martin)                                                                                            | (Instrumental)      | 0:50     |  |
| 2.     | «Happiness is a Warm Gun»                                                                                                | Lennon              | 2:15     |  |
| 3.     | «Helter Skelter» | McCartney           | 4:38     |  |
| 4.     | «Mean Mr. Mustard» | Lennon              | 1:58     |  |
| 5.     | «Polythene Pam» | Lennon              | 1:26     |  |
| 6.     | «Glass Onion» | Lennon              | 1:51     |  |
| 7.     | «Junk» (Paul McCartney)                                                                                                  | McCartney           | 2:25     |  |
| 8.     | «Piggies» (George Harrison)                                                                                              | Harrison            | 2:01     |  |
| 9.     | «Honey Pie» | McCartney           | 1:19     |  |
| 10.    | «Don't Pass Me By» (Ringo Starr)                                                                                         | Starr               | 2:42     |  |
| 11.    | «Ob-La-Di, Ob-La-Da» | McCartney           | 2:56     |  |
| 12.    | «Good Night» | Starr               | 2:38     |  |
| 13.    | «Cry Baby Cry» | Lennon              | 2:47     |  |
| 14.    | «Blackbird» | McCartney           | 2:19     |  |
| 15.    | «Sexy Sadie» | Lennon              | 4:06     |  |
| 16.    | «While My Guitar Gently Weeps» (George Harrison)                                                                         | Harrison            | 3:27     |  |
| 17.    | «Hey Jude» | McCartney           | 4:21     |  |
| 18.    | «Not Guilty» (George Harrison)                                                                                           | Harrison            | 3:22     |  |
| 19.    | «Mother Nature's Son» | McCartney           | 3:17     |  |
| 20.    | «Glass Onion» | Lennon              | 2:08     |  |
| 21.    | «Rocky Raccoon» | McCartney           | 4:13     |  |
| 22.    | «What's the New Mary Jane»                                                                                               | Lennon              | 6:12     |  |
| 23.    | «Step Inside Love/Los Paranoias» (John Lennon, Paul McCartney/John Lennon, Paul McCartney, George Harrison, Ringo Starr) | McCartney           | 2:30     |  |
| 24.    | «I'm So Tired» | Lennon              | 2:14     |  |
| 25.    | «I Will» | McCartney           | 1:55     |  |
| 26.    | «Why Don't We Do It in the Road»                                                                                         | McCartney           | 2:15     |  |
| 27.    | «Julia» | Lennon              | 1:57     |  |
| 74:02  | |                     |          |  |

| Disc 2 | |                              |          |  |
| N.º    | Título | Vocalista principal          | Duración |  |
| 1.     | «I've Got a Feeling» | Lennon y McCartney           | 2:49     |  |
| 2.     | «She Came In Through the Bathroom Window»                                                                                    | McCartney                    | 3:37     |  |
| 3.     | «Dig a Pony» | Lennon                       | 4:18     |  |
| 4.     | «Two of Us» | Lennon y McCartney           | 3:27     |  |
| 5.     | «For You Blue» (George Harrison)                                                                                             | Harrison                     | 2:23     |  |
| 6.     | «Teddy Boy» (Paul McCartney)                                                                                                 | McCartney                    | 3:18     |  |
| 7.     | «Medley: Rip It Up/Shake, Rattle and Roll/Blue Suede Shoes» (Robert Blackwell, John Marascalco/Charles Calhoun/Carl Perkins) | Lennon y McCartney           | 3:10     |  |
| 8.     | «The Long and Winding Road»                                                                                                  | McCartney                    | 3:41     |  |
| 9.     | «Oh! Darling» | Lennon y McCartney           | 4:08     |  |
| 10.    | «All Things Must Pass» (George Harrison)                                                                                     | Harrison                     | 3:05     |  |
| 11.    | «Mailman, Bring Me No More Blues» (Ruth Roberts, Bill Katz, Stanley Clayton)                                                 | Lennon                       | 1:56     |  |
| 12.    | «Get Back» | McCartney                    | 3:09     |  |
| 13.    | «Old Brown Shoe» (George Harrison)                                                                                           | Harrison                     | 3:03     |  |
| 14.    | «Octopus's Garden» (Ringo Starr)                                                                                             | Starr                        | 2:49     |  |
| 15.    | «Maxwell's Silver Hammer» | McCartney                    | 3:50     |  |
| 16.    | «Something» (George Harrison)                                                                                                | Harrison                     | 3:19     |  |
| 17.    | «Come Together» | Lennon                       | 3:40     |  |
| 18.    | «Come and Get It» (Paul McCartney)                                                                                           | McCartney                    | 2:30     |  |
| 19.    | «Ain't She Sweet» (Milton Ager [música], Jack Yellen [letra])                                                                | Lennon                       | 2:09     |  |
| 20.    | «Because» | Lennon, McCartney y Harrison | 2:24     |  |
| 21.    | «Let It Be» | McCartney                    | 4:05     |  |
| 22.    | «I Me Mine» (George Harrison)                                                                                                | Harrison                     | 1:48     |  |
| 23.    | «The End» | McCartney                    | 2:51     |  |
| 71:29  | |                              |          |  |

## Contexto de las canciones
| Título                                                                                     | Anotación |
| ------------------------------------------------------------------------------------------ | --- |
| «A Beginning»                                                                              | Inédita hasta Anthology 3, esta pieza orquestal fue compuesta por George Martin como introducción al tema «Don't Pass Me By», cantada por Ringo Starr para el White Album de The Beatles. Fue grabada durante la misma sesión que la empleada para grabar la parte orquestal de «Good Night» |
| «Happiness is a Warm Gun»*                                                                 | Grabada por Lennon acústicamente hacia el final de mayo de 1968 en la casa de George Harrison en la ciudad de Esher. La canción definitiva está constituida por tres elementos diferentes —las secciones «I Need a Fix», «Mother Superior Jumped the Gun», y «Happiness is a Warm Gun»—, aunque aquí solo se pueden oír las dos primeras, sin la tercera |
| «Helter Skelter»*                                                                          | Toma 2, acortada a menos de cinco minutos de sus más de doce minutos originales. Jam espontánea grabada el 18 de julio de 1968 en los EMI Studios de Londres |
| «Mean Mr Mustard» «Polythene Pam» «Glass Onion» «Junk» «Piggies»* «Honey Pie»              | Grabadas acústicamente hacia el final de mayo de 1968 en la casa de George Harrison en la ciudad de Esher |
| «Don't Pass Me By»                                                                         | Variación del máster principal en el White Album —antes de añadirse la parte del violín— que combina la toma 3 instrumental, grabada el 5 de junio de 1968, y la toma 5 (proveniente de la toma anterior) en la cual Ringo grabó su voz el 6 de junio en los EMI Studios de Londres |
| «Ob-La-Di, Ob-La-Da»                                                                       | Versión descartada en la que se habían sobregrabado tres saxofones y unas congas. Proveniente de las sesiones de los días 3, 4 y 5 de julio de 1968, en los EMI Studios de Londres |
| «Good Night»                                                                               | Grabación con el ensayo de Ringo, y que termina con la toma máster 34, que incluye la partitura orquestal de George Martin. Registrada el 28 de junio (ensayo) y el 22 de julio (orquesta) de 1968, en los EMI Studios de Londres |
| «Cry Baby Cry»                                                                             | Toma 1, interpretada en vivo, sin sobregrabaciones, en el estudio el 16 de julio de 1968 en los EMI Studios de Londres |
| «Blackbird»                                                                                | Toma 4, grabada solo por Paul McCartney a la guitarra el 11 de junio de 1968 en los EMI Studios de Londres |
| «Sexy Sadie»                                                                               | Toma 6, grabada a un tiempo más lento que el máster final. Registrada el 19 de julio de 1968 en los EMI Studios de Londres |
| «While My Guitar Gently Weeps»                                                             | Demo cantada por George Harrison acompañado de su guitarra acústica —y con Paul interpretando la parte del órgano—, y que incluye un verso adicional inédito. La canción se va apagando lentamente en un bucle repetitivo hecho especialmente para Anthology 3. Grabada el 25 de julio de 1968 en los EMI Studios de Londres |
| «Hey Jude»                                                                                 | Versión alternativa, despojada y comparativamente más corta que la finalmente editada. Grabada el 29 de julio de 1968 en los EMI Studios de Londres |
| «Not Guilty»                                                                               | Toma 102. Canción grabada los días 8, 9 y 12 de agosto de 1968 en los EMI Studios de Londres, aunque al final no se incluiría en el White Album, sino que aparecería posteriormente en 1979, en una versión más acústica, en el álbum de Harrison George Harrison |
| «Mother Nature's Son»                                                                      | Toma 2, grabada el 9 de agosto de 1968 en los EMI Studios de Londres |
| «Glass Onion»*                                                                             | Mezcla monoaural hecha el 26 de septiembre de 1968, y en donde Lennon había experimentado con diversos efectos sonoros para la canción. Registrada los días 11, 12, 13, 16 y 26 de septiembre de 1968 en los EMI Studios de Londres |
| «Rocky Raccoon»                                                                            | Toma 8, grabada el 15 de agosto de 1968 en los EMI Studios de Londres |
| «What's the New Mary Jane»                                                                 | Toma 4 —marcada en su día como «la mejor»— grabada el 14 de agosto de 1968 en los EMI Studios de Londres. Inicialmente considerada para el Álbum Blanco (incluso candidata a ser editada en sencillo), finalmente quedaría inédita hasta Anthology 3. Intervienen John Lennon al piano y como vocalista, George Harrison a la guitarra, y Yoko Ono y Mal Evans proveyendo diversos efectos sonoros |
| «Step Inside Love/Los Paranoias»                                                           | «Step Inside Love» fue una canción compuesta en 1967 por Paul McCartney expresamente para que la cantara Cilla Black como sintonía para su programa de televisión Cilla, emitido en la BBC a partir del 30 de enero de 1968. Aquí, es cantada por McCartney a modo de jam durante la sesión de grabación de «I Will» el 16 de septiembre de 1968 en los estudios londinenses de EMI. Después, motivado por un comentario de John, Paul lleva a los otros Beatles a otra jam, «Los Paranoias» |
| «I'm So Tired»                                                                             | Amalgama de las tomas 3, 6 y 9 de la canción, grabadas el 8 de octubre de 1968 en los EMI Studios de Londres |
| «I Will»                                                                                   | Toma 1, grabada el 16 de septiembre de 1968 en los EMI Studios de Londres |
| «Why Don't We Do It in the Road»*                                                          | Toma 4, interpretada solo por McCartney a la guitarra. Grabada el 9 de octubre de 1968 en los EMI Studios de Londres |
| «Julia»                                                                                    | Toma 2, grabada el 13 de octubre de 1968 en los EMI Studios de Londres |
| Título                                                                                     | Anotación |
| «I've Got a Feeling»                                                                       | Grabada el 23 de enero de 1969 en los Apple Studios de Londres, con Billy Preston al piano eléctrico |
| «She Came In Through the Bathroom Window» «Dig a Pony»                                     | Grabadas el 22 de enero de 1969 en los Apple Studios de Londres, el primer día de las sesiones en este estudio. «She Came In Through the Bathroom Window» —aquí, en forma de ensayo— no volvería a aparecer en las sesiones de Get Back, pero se grabaría en julio de 1969 para el álbum Abbey Road. «Dig a Pony» presenta aquí el acompañamiento vocal de “all I want is” al principio y final de la canción, y que se quedaría fuera en el mezclado final durante la producción del álbum Let It Be |
| «Two of Us»                                                                                | Grabada el 24 de enero de 1969 en los Apple Studios de Londres. «Two of Us» está cantada a dueto entre John y Paul |
| «For You Blue»                                                                             | Grabada el 25 de enero de 1969 en los Apple Studios de Londres. Interpretada por George a la guitarra acústica, John a la guitarra slide, Paul al piano y Ringo a la batería, todas las grabaciones de esta canción se hicieron el mismo día, aunque para la versión de Let It Be, Harrison decidió grabar de nuevo su parte vocal el 8 de enero de 1970 |
| «Teddy Boy»                                                                                | Grabada el 24 y 28 de enero de 1969 en los Apple Studios de Londres. Combinación de dos interpretaciones de «Teddy Boy», canción que quedaría inédita hasta su aparición en el primer álbum de Paul, McCartney |
| Medley «Rip It Up» «Shake, Rattle and Roll» «Blue Suede Shoes» «The Long and Winding Road» | Grabadas el 26 de enero de 1969 en los Apple Studios de Londres. Presentación en Anthology 3, en forma de medley, de tres de las versiones de clásicos del rock and roll que la banda había interpretado en las sesiones de Get Back aquel día de enero de 1969. Fueron interpretadas por George a la guitarra eléctrica, John en el bajo (utilizando el Fender Bass VI), Ringo a la batería, Paul al piano y Billy Preston al órgano, siendo los vocalistas principales de esas tres canciones John y Paul. La grabación de «The Long and Winding Road» presentada aquí es la misma que la del álbum Let It Be; sin embargo, la versión del Anthology 3 retiene solo la instrumentación de los Beatles y Billy Preston, omitiendo las sobregrabaciones orquestales y corales que hiciera Phil Spector el 1 de abril de 1970 |
| «Oh! Darling»                                                                              | Grabada el 27 de enero de 1969 en los Apple Studios de Londres, «Oh! Darling» es otra interpretación rutinaria de una nueva canción de McCartney. Acabará en el álbum Abbey Road, en vez de en el proyecto de Get Back/Let It Be (la nueva versión se grabará entre mayo y agosto de 1969). Paul toca aquí el bajo, de manera que la canción carece de la base pianística que sí tendrá su versión tardía, aunque Billy Preston contribuye al teclado convirtiendo el tema en una jam |
| «All Things Must Pass»                                                                     | Demo grabada por George Harrison el 25 de febrero de 1969 en los EMI Studios de Londres, el día de su 26º cumpleaños. Este mismo día grabaría también demos de «Old Brown Shoe» y «Something». Harrison interpretó aquí «All Things Must Pass» a la guitarra, sobregrabando un segundo pasaje de guitarra a la canción. Sin embargo, el tema acabará en su primer trabajo en solitario después de los Beatles, el triple álbum All Things Must Pass |
| «Mailman, Bring Me no More Blues»                                                          | Grabada el 29 de enero de 1969 en los Apple Studios de Londres. Versión de un tema de Buddy Holly que éste había publicado como cara B en su cuarto sencillo titulado «Words of Love» (canción esta que los Beatles habían versionado para su álbum Beatles for Sale en 1964) |
| «Get Back»                                                                                 | Última versión de las tres que los Beatles habían interpretado en el famoso concierto de la azotea de Apple en Londres el 30 de enero de 1969. Se convertiría en su última canción de su último concierto. Músicos: John y George (guitarras), Paul (bajo), Ringo (batería), y Billy Preston (teclado) |
| «Old Brown Shoe»                                                                           | Demo grabada por Harrison el 25 de febrero de 1969 en los EMI Studios de Londres. Sería completada por el grupo en dos sesiones en abril de 1969, acabando como cara B del sencillo «The Ballad of John and Yoko» |
| «Octopus's Garden»                                                                         | La canción, grabada para el álbum Abbey Road, está presentada aquí en su toma 2, que concluye con el final de la toma 8. Grabada el 26 de abril de 1969 en los EMI Studios de Londres |
| «Maxwell's Silver Hammer»                                                                  | La canción está presentada aquí en su toma 5, desprovista aún de sus futuros efectos sonoros, incluido el sonido del yunque. Grabada el 9 de julio de 1969 en los EMI Studios de Londres |
| «Something»*                                                                               | Demo grabada en una sola toma, que incluía incluso un verso contra-melódico, más tarde suprimido. El primer artista en versionar la canción fue Joe Cocker, aunque su disco saldría en noviembre de 1969, después del sencillo y álbum de los Beatles. La demo la grabó Harrison el día de su 26º cumpleaños, el 25 de febrero de 1969, en los EMI Studios de Londres |
| «Come Together»                                                                            | Toma 1. Grabada el 21 de julio de 1969 en los EMI Studios de Londres |
| «Come and Get It» «Ain't She Sweet»                                                        | Grabadas el 24 de julio de 1969 en los EMI Studios de Londres. «Come and Get It» es una demo construida por McCartney a modo de ejemplo de cómo debían interpretar los Iveys —grupo al que producía Paul McCartney para el sello Apple Records— su propia versión de la canción. Editado cuando el grupo se cambió el nombre por Badfinger, el sencillo, tema principal de la película de Peter Sellers y Ringo Starr The Magic Christian, llegó al top-5 de la lista musical británica. «Ain't She Sweet» proviene de una jam que incluía también las canciones «Be-Bop-A-Lula» y «Who Slapped John?» (las tres englobaban canciones del cantante americano Gene Vincent). El tema ya lo habían grabado los propios Beatles en 1961                                                                                         |
| «Because»                                                                                  | Remezcla de esta canción hecha para Anthology 3, grabada originalmente el 1 y el 4 de agosto de 1969 en los EMI Studios de Londres. Ofrece solo las nueve interpretaciones vocales de John Lennon, Paul McCartney y George Harrison (habían superpuesto la misma interpretación vocal dos veces más sobre la original), una vez despojada de la parte instrumental del mezclado original de la canción |
| «Let It Be»                                                                                | Grabada el 25 de enero de 1969 en los Apple Studios de Londres, seis días antes de grabarse el máster de la canción. A esta versión, a la que aún le faltaba dos versos (los que empezaban con «And when the night is cloudy» y «I wake up to the sound of music»), se le añadió —para Anthology 3— dos piezas habladas por John al principio y final de la canción, grabadas el 31 de enero de 1969 |
| «I Me Mine»                                                                                | Grabada el 3 de enero de 1970 en los EMI Studios de Londres, sin la participación de John Lennon, que estaba de vacaciones. Aquí se presenta en su duración original de 1.34 minutos (distinta a la editada por Phil Spector para el álbum Let It Be, que fue de 2.25 minutos) y tal como la grabaron los tres Beatles, sin las sobregrabaciones orquestales que efectuara Phil Spector en la canción. Fue el último tema nuevo que grabaron los Beatles antes de que se separaran |
| «The End»                                                                                  | Grabada en los EMI Studios de Londres el 23 de julio y los días 5, 7, 8, 15 y 18 de agosto de 1969; el acorde final, el 22 de febrero de 1967. Esta es una remezcla efectuada para Anthology 3, donde resaltan más las guitarras y la orquesta en la canción. Termina con el acorde final de piano grabado originalmente para el «A Day in the Life» del LP Sgt. Pepper's Lonely Hearts Club Band de 1967 |
| * = grabación presentada con sonido monoaural                                              | |

## Listas de éxitos
| País            | Posición más alta | Semanas en lista | Ventas       |
| Norteamérica    | Norteamérica      | Norteamérica     | Norteamérica |
| --------------- | ----------------- | ---------------- | ------------ |
| Estados Unidos  | 1                 | 16               |              |
| Europa          |                   |                  |              |
| Reino Unido     | 4                 | 11               |              |
| Suecia          | 5                 | 8                |              |
| Finlandia       | 7                 | 4                |              |
| Francia         | 9                 | 4                |              |
| Países Bajos    | 12                | 11               |              |
| Noruega         | 13                | 2                |              |
| Austria         | 15                | 4                |              |
| Suiza           | 23                | 5                |              |
| Asia y Pacífico |                   |                  |              |
| Nueva Zelanda   | 10                | 3                |              |